# Gibbons Stamp Monthly
«Gibbons Stamp Monthly» («Гиббонс Стэмп Мансли») — ведущий британский филателистический журнал, корни которого прослеживаются начиная с 1890 года. Журнал издаёт известная филателистическая и коллекционная фирма Stanley Gibbons Limited, и каждый номер включает обновления к различным издаваемым фирмой каталогам.

## История

Обложка журнала «Gibbons Stamp Monthly» (2004, № 11)

В 1890 году Чарльз Джеймс Филлипс купил предприятие Стэнли Гиббонса. Филлипс уже был издателем и редактором филателистического журнала под названием англ. «The Stamp Advertiser and Auction Record» («Стэмп Адвертайзер энд Окшн Рекорд»), но вскоре ему на смену пришёл новый ежемесячный журнал — «The Gibbons Monthly Journal» («Гиббонс Мансли Джорнэл»).
В 1905 году начал выходить новый еженедельник «Gibbons Stamp Weekly» («Гиббонс Стэмп Уикли»), и в июне 1908 года выпуск «Джорнэл» прекратился. Однако издание качественного еженедельного журнала оказалось слишком сложным делом, поэтому в декабре 1910 года издание еженедельника было прекращено и с января 1911 года вернулся ежемесячный «Gibbons Monthly Journal», издание которого было остановлено после начала Первой мировой войны в 1914 году.
Стэнли Гиббонс не издавал журнал в течение войны, но в сентябре 1919 года появился «Stanley Gibbons Monthly Circular» («Стэнли Гиббонс Мансли Сэркуляр»), издание которого продолжалось 49 выпусков. В октябре 1923 года снова увидел свет ежемесячник «Stanley Gibbons Monthly Journal». Этот возрождённый журнал издавался до сентября 1927 года, когда с октября 1927 года его сменил «Гиббонс Стэмп Мансли» («Gibbons Stamp Monthly»).
В годы Второй мировой войны издание «Гиббонс Стэмп Мансли» не прерывалось, хотя объём журнала значительно уменьшился, а весь тираж майского номера 1941 года был уничтожен в результате вражеской бомбардировки, что привело к появлению «Чрезвычайного выпуска» («Emergency Issue»). Проблему также представляли послевоенное нормирование бумаги и отключения электричества, из-за чего сотрудникам редакции иногда приходилось работать при свечах.
Первая полноцветная обложка появилась в сентябре 1963 года, а в 1967 году вышел родственный американский журнал под названием Gibbons-Whitman Stamp Monthly» («Гиббонс-Уитмэн Стэмп Мансли»), но его издание прекратилось в 1969 году.
В июне 1970 года из названия было убрано слово «Gibbons» и журнал стал называться просто «Stamp Monthly» («Стэмп Мансли»), но в июне 1977 года снова было восстановлено прежнее название. Издание журнала с тех пор продолжается в том же формате, не считая незначительных изменений.

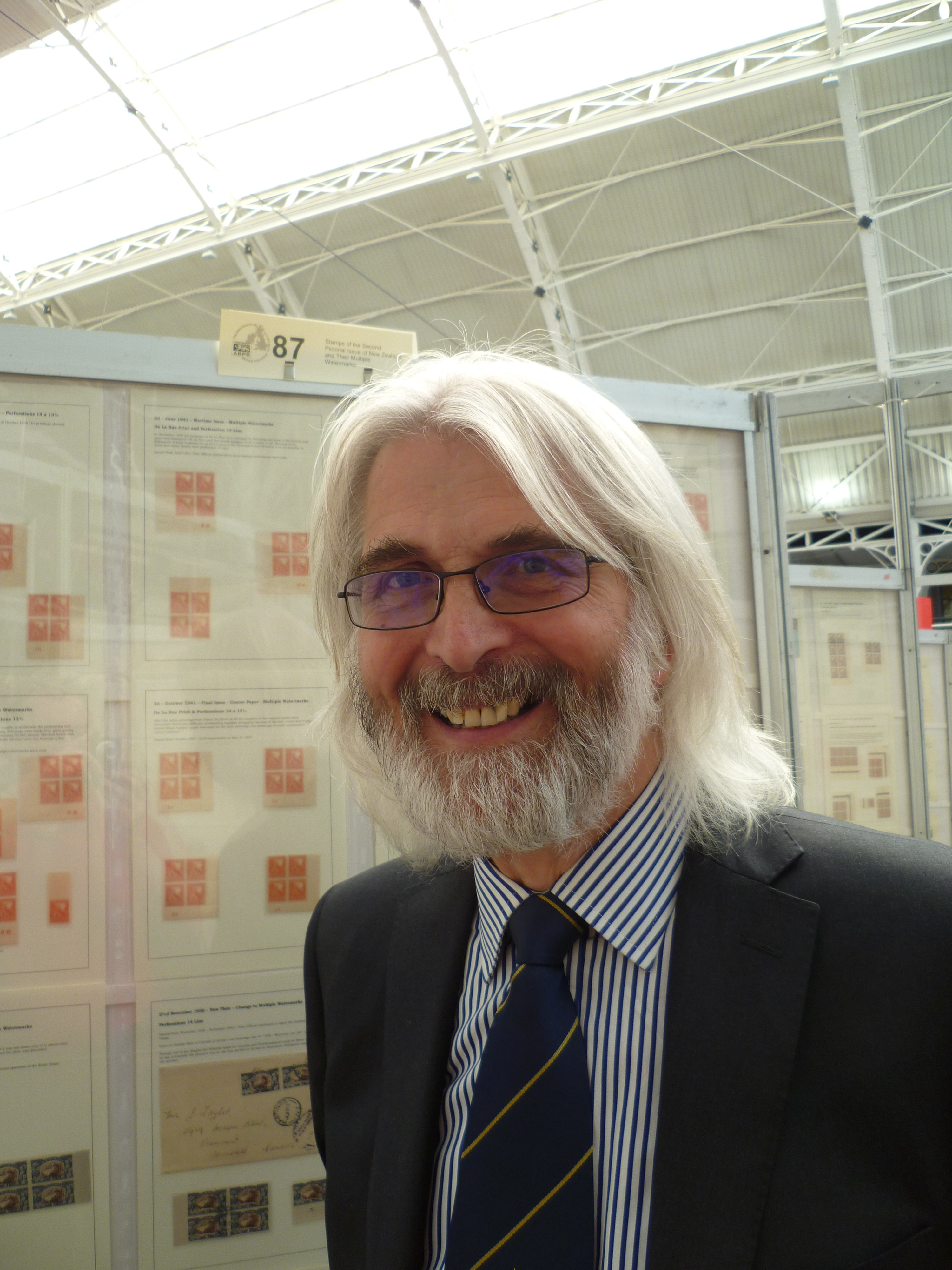
Редактор издания Джеффриз, Хью (2016)

## Редакторы и авторы
В число авторов журнала в течение всех этих лет входили многие самые известные филателисты Великобритании и других стран мира.
Первые два издания «Мансли Джорнэл» редактировал Чарльз Филлипс, после чего редактором стал майор Эдвард Эванс.
Нынешний редактор «Гиббонс Стэмп Мансли» — Хью Джеффриз.

## Распространение журнала
Журнал распространяется агентствами печати и по подписке. Полный архив журнала и его предшественников можно приобрести на DVD.